# 共产主义青年阵线
共产主义青年阵线（義大利語：Fronte della Gioventù Comunista，缩写为FGC）是意大利的一个共产主义青年组织。该组织成立于2012年6月10日。该组织曾是共产党的青年翼，后于2020年与其决裂；现为共产主义阵线的青年翼。该组织以马克思列宁主义为指导思想。该组织的总部位于罗马。该组织是世界民主青年联盟的成员。2016年，该组织约有2000名成员。该组织曾派代表参加欧洲共产主义青年组织会议。